# Phạm Minh Hoàng
 (juillet 2017).
Phạm Minh Hoàng, né le 8 août 1955, est un blogueur franco-vietnamien et professeur en mathématiques appliquées à l'École polytechnique de Hô-Chi-Minh-Ville. 
Il a été arrêté au Viêt Nam, le 13 août 2010 pour son activisme au sein de l'organisation pro-démocratique Viêt Tân et pour ses écrits politiques. Condamné en 2011, il a été libéré en 2012 puis finalement expulsé vers la France en juin 2017.

## Biographie
Phạm Minh Hoàng est né le 8 août 1955 à Vũng Tàu, dans la province de Ba Ria-Vung Tau. En 1973, il quitte le Viêt Nam pour venir étudier à Paris. 
Hoàng étudie et travaille en France durant 28 ans, période pendant laquelle il rejoint officiellement le parti politique Viêt Tân,. Il retourne au Vietnam en l'an 2000 et enseigne comme chargé de cours de mathématiques appliquées à l'École polytechnique de Hô-Chi-Minh-Ville. 

### Activisme politique
Avant son arrestation, le 13 août 2010, Hoàng écrit des articles sur les questions politiques et sociales au Vietnam. Ceux-ci sont publiés sur son blog sous le pseudonyme de Phan Kien Quoc. Pour encourager les jeunes Vietnamiens à devenir des leaders et à servir la communauté, Hoàng donne également des cours gratuits de développement du Leadership. Ses écrits et ses cours de formation politique sont à la base de son arrestation en 2010.

### Arrestation en 2010
Lorsque Phạm Minh Hoàng est arrêté le 13 août 2010, il est détenu illégalement au secret. Son arrestation n'est confirmée par les autorités Vietnamiennes que le 9 septembre 2010, lorsque le Viêt Tân publie en ligne les faits. À l'époque, Hoàng avait 55 ans et donnait des cours à l'école Polytechnique de Hô-Chi-Minh-Ville. Selon son avocat, Tran Vu Hai, Hoàng a confirmé être l'auteur des essais, mais ne reconnait avoir commis de crime contre l'état. Il est jugé pour la rédaction de« 33 articles qui donnent une image fausse des politiques et directives du Parti et de l'État ». Le 10 août 2011, il est condamné à trois ans de prison et trois ans de probation en vertu de l'Article 79, subversion de l'administration, l'un des nombreux articles du code pénal vietnamien, assez vaguement défini, utilisé pour arrêter et condamner des militants politiques. Grâce au soutien des organisations de défense des Droits de l'homme sa peine est réduite à 17 mois de prison ferme et trois ans de résidence surveillée. Il est libéré en 2012. 
Phạm Minh Hoàng vivait à Hô-Chi-Minh-Ville où il avait l'habitude de donner des cours à l'université et d'ouvrir des cours gratuits de Leadership pour de jeunes vietnamiens, jusqu'à son expulsion soudaine vers la France en juin 2017.

### Expulsion vers la France en 2017
Le 17 mai 2017, un décret présidentiel statue sur la déchéance de nationalité du professeur de mathématiques. C'est la première fois qu'une telle mesure est prise en République socialiste du Viêt Nam à l'encontre d'un dissident. Par ce décret, Phạm Minh Hoàng est menacé d'expulsion vers la France. Il apprend la nouvelle officiellement, confirmée par le Consulat de France à Hô-Chi-Minh-Ville. Pour protester de cette décision, Hoàng décide de renoncer symboliquement à sa nationalité française et tente de faire appel. Les autorités vietnamiennes ne répondent pas à la contestation de cette mesure jugée illégale par l'avocat de Hoàng. Les organisations de défense de Droits de l'homme protestent vivement contre cette décision. Le samedi 24 juin au soir, les forces de la Sécurité publique (Công an) l'arrêtent à son domicile et l'emmènent directement à l'aéroport de Hô-Chi-Minh-Ville pour lui signifier son expulsion vers la France. Il arrive le dimanche 25 juin 2017, accueilli par des militants de son organisation politique.